# Commanderie de Clichy
La commanderie de Clichy, située à Clichy-sous-Bois (Seine-Saint-Denis), fait partie du prieuré hospitalier du Temple du grand prieuré de France.

## Les origines
En 1261, les chevaliers de l'ordre du Temple achètent à Eudes de Rosay et André de Clichy le fief du Rosay, qui portait le nom alors de Clichy en Launnois (apud Clichiacum in Alneto) et y fondent une commanderie sur le chemin descendant à l'abbaye de Livry. Puis en 1267, Henri de Grandpré, seigneur de Livry, cède à l'ordre 280 arpents de bois et de terres, ainsi que les droits afférents, incluant les droits de justice. En 1284, Ils obtiennent de Jean, de son fils et de Pierre de Clacy, 62 arpents de bois entre Livry et Bondy.
En 1277, Philippe III le Hardi accorde aux habitants de Clichy dans les bois de Livry le droit d'usage pour le pâturage et aussi le droit d'y prélever du bois de chauffage, il y entend ces droits aux Templiers,.

## La commanderie
En 1290, une contestation s'élève entre les Templiers et Pierre de Chambly, seigneur de Livry, qui prétendait que les garennes mais aussi la haute, moyenne et basse justice lui appartenait. Ils transigèrent et délimitèrent les seigneuries par des bornes, Pierre de Chambly obtient le droit exclusif de chasser la grosse bête dans toutes les terres de Clichy et dans les bois du Temple. Les Templiers, le droit de chasse au lièvre, au counin, au goupil et à toutes les autres bêtes dans les garennes, ils conservèrent la haute, la moyenne et la basse justice contre une indemnité de 800 livres tournois,.
Les Templiers en sont dépossédés en 1312 par Philippe le Bel mais lors de la dévolution des biens de l'ordre du Temple le pape Clément V fulmina au profit des Hospitaliers de l'ordre de Saint-Jean de Jérusalem.
Les Templiers développèrent les pâturages et la vigne en défrichant la forêt. Les Hospitaliers possédaient 650 arpents de terre dont environ 550 de bois.
L'ensemble du domaine mais sans les bois de Bondy et des prés à Chelles, a été affermé en 1491 pour la somme de 30 livres tournois avec l'obligation par le fermier de faire la réparation de la maison à concurrence de 100 écus d'or.
Le revenu était en 1733 de 1 700 livres.
La commanderie de Clichy relevait du temps des Templiers du la maison du Temple à Paris et du temps des Hospitaliers elle était membre de la maison du Temple.
Le prieur de France en restera le seigneur jusqu'à la Révolution française où ils en sont dépossédée lors de la confiscation des biens de l'ordre des Hospitaliers de Saint-Jean de Jérusalem.

## Sources
- Eugène Mannier, Les commanderies du grand prieuré de France d'après les documents inédits conservés aux archives nationales à Paris, Paris, 1872 (lire en ligne)